# 理查德·艾斯利
理察·保羅·「瑞克」·艾斯里（英語：Richard Paul "Rick" Astley，發音：/ˈrɪk ˈæstli/，1966年2月6日—），是英國流行情歌和舞曲男歌手。艾斯里憑《Never Gonna Give You Up》一曲走紅，曾於6年間推出四張大碟，直至1993年《Body & Soul》專輯的失利，他逐漸淡出樂壇，直至2000年才重出江湖，以更成熟的唱腔再戰樂壇，更打響了網路的知名度。

## 演艺生涯
在1985年，力克·艾斯里與靈魂樂團FBI一同在俱樂部中演出，後來被唱片製作人彼得·瓦特爾曼相中並且說服他前往倫敦與PWL錄音工作室合作。在知名的超級三人監製史塔克·艾特肯·瓦特爾曼的指導下，力克學習關於錄音的流程也為將來的事業做好準備，據傳言是先當錄音工作室的茶水小弟。由於聲音渾厚，在他演藝事業初期的音樂影片中，即使在顯而易見的外表下，許多聽眾還是以為他是黑人，而他模仿美國黑人歌手的演唱也曾短暫的受到歡迎。
力克的第一首單曲是不為人熟知的〈When You Gonna〉，但這首歌是以組合《Rick & Lisa》演繹，屬於他個人獨唱的第一支單曲則是1987年發行的〈Never Gonna Give You Up〉。這首歌曲在1987年於英國先發行，在英國單曲榜冠軍蟬連了5週，成為全英國該年單曲銷售的第一名。專輯中一首翻唱自納·京·高爾（Nat King Cole）的〈When I Fall In Love〉也在英國單曲榜得到亞軍名次。另外力克的專輯《Whenever You Need Somebody》在英國專輯榜也拿到了第一名的佳績。
力克的歌曲〈Never Gonna Give You Up〉除了在英國獲得冠軍之外，在美國的成績也很優異，這首歌於1988年3月12日擊敗了喬治·麥克（George Michael）的〈Father Figure〉登上了美國單曲榜榜首，並且蟬連了2週，這是他第一首全美冠軍單曲。同一年他的第二首單曲〈Together Forever〉在6月18日再次擊敗了喬治·麥克（George Michael）的〈One More Try〉獲得美國單曲榜1週冠軍，成為他第二首全美冠軍單曲。另外一支單曲〈It Would Take A Strong Strong Man〉也在告示牌單曲榜獲得第10名。而英國冠軍專輯《Whenever You Need Somebody》在美國專輯榜最高名次為第10名。
1988年11月底力克發行第二張個人專輯《Hold Me In Your Arms》，這張專輯不同於前一張專輯以流行舞曲為主，他在這張專輯改為帶有R&B色彩的成人抒情流行曲風為主，但市場反應不佳，單曲〈She Wants To Dance With Me〉在美國單曲榜和英國單曲榜都獲得第6名，和專輯同名單曲也僅在英國單曲榜得到第10名，而專輯在英國專輯榜成績為第8名。
1991年力克發行第三張個人專輯《Free》，首支單曲〈Cry For Help〉在美國單曲榜和英國單曲榜皆為第7名，專輯在英國獲得第9名。
力克接續的專輯是在1993年發行的《Body & Soul》。這張專輯在英國並未進入排行榜中，在美國專輯榜也只獲得第182名的極低成績。因商業觸覺不夠敏銳，所以從成人抒情的路線轉型成為類型歌手的過程並不順利，僅有幾首歌較受歡迎。兩首單曲〈The Ones You Love〉與〈Hopelessly〉在成人抒情榜分別爬升到第19名與第4名表現頗優秀的位置，〈Hopelessly〉也在主流歌曲榜單中爬升至31名的位置。在1994年開始，力克在自身選擇下，多數時期並非是焦點人物，據稱是因為他不喜歡在世界各地飛來飛去，也不喜歡因身為流行藝人而得在馬戲團般的媒體中打滾，也因為他可以在這樣的選擇下建立一個家庭，直至2000年。
在1991年，美國唱片業協會認證《Whenever You Need Somebody》已售出200萬張。而力克在全世界的唱片總銷量（包含單曲、專輯與合輯）已達到4000萬張。
2005年力克發行了專輯《Portrait》，在這張專輯理他重新演唱了許多經典作品包含了〈Vincent〉、〈Nature Boy〉與〈Close To You〉。
2006年初，力克無預警取消原本答應演出的BBC歌唱節目《Just the Two of Us》（節目已經在進行中），此舉招致娛樂圈與媒體的批評。而取代他演出位置的是聲樂家羅塞爾·華生，而最後羅塞爾贏得本次的競賽。BBC並未解釋他取消演出的原因，是因為他的妻子麗娜·鮑莎格入圍第78届奥斯卡金像奖最佳實景短片獎。力克在仔細考慮後，為了要出席頒獎典禮只得失約於BBC，並且在節目開始之前就已經知會了製作單位。

## 私人生活
力克·艾斯里與妻子麗娜·鮑莎格在1988年交往，當時麗娜·鮑莎格是RCA唱片的工作人員，他們婚後在1992年育有一名女兒艾蜜莉，他們居住在大倫敦里奇蒙郊區。麗娜·鮑莎格是電影製作人，她曾經以《超市夜未眠》入圍第78届奥斯卡金像奖奧斯卡最佳實景短片獎。

## 其他
- 力克·艾斯里身高5英尺10.5英寸（約179公分）。
- 1988年，香港女歌手呂珊把他的名作《Never Gonna Give You Up》改編成陳少麒填詞的《一廂情願》。
- 2007年网上开始流行一种叫瑞克搖的恶作剧。有些人会在BBS與網誌贴上看似正常的链接，比如说这是最新电影的预告片或是瑪丹娜的新音樂影片，不过点进去后看到的都是瑞克·艾斯里的《Never Gonna Give You Up》音樂影片。艾斯利本人认为这件事“很奇怪，但很有趣”。在2008年的4月1日，所有YouTube的精選影片連結都會連到艾斯利的《Never Gonna Give You Up》音樂影片[4][5]。
- 2020至2021年，瑞克摇重新在網路上開始大規模流行。其中由於2019冠狀病毒病疫情影响，学生们常在Zoom在线课堂中Rickroll他们的老师和同学。2021年初《Never Gonna Give You Up》的4K高清重制版更是以病毒性传播。同年该网络迷因传入中国大陆，索尼音乐中国在Bilibili上发布的音乐视频截至2022年8月播放量达到6264.5万次。2021年7月1日任天堂和宝可梦公司宣布当日为“大牙狸日”并声称将公布宝可梦新系列，但实际上是大牙狸戏仿《Never Gonna Give You Up》MV的动作。
- 2021年7月29日，《永不放弃你》在YouTube上的MV達到十億觀看。這是繼迈克尔·杰克逊的《比利·珍》、枪与玫瑰的《Sweet Child o' Mine（英语：Sweet Child o' Mine）》、阿哈合唱團的《帶上我》達成此成就的80年代歌曲。

## 作品列表

### 专辑
- 1987，《每當你孤獨時》
- 1988，《Hold Me in Your Arms（英语：Hold Me in Your Arms (album)）》
- 1991，《Free（英语：Free (Rick Astley album)）》
- 1993，《Body & Soul（英语：Body & Soul (Rick Astley album)）》
- 2001，《Keep It Turned On》
- 2005，《Portrait（英语：Portrait (Rick Astley album)）》
- 2013，《My Red Book》（未發行）
- 2016，《50（英语：50 (album)）》

### 单曲
- 1987，《My Arms Keep Missing You》
- 2023，《Never Gonna Stop》

### 合輯
- 2001，《Together Forever – Greatest Hits and More...》
- 2002，《Greatest Hits（英语：Greatest Hits (Rick Astley album)）》
- 2003，《The Best of Rick Astley – Never Gonna Give You Up》
- 2004，《Love Songs（英语：Love Songs (Rick Astley album）》
- 2004，《The Platinum and Gold Collection – Rick Astley》
- 2004，《Artist Collection: Rick Astley》
- 2006，《Collections》
- 2007，《Together Forever – The Best of Rick Astley》
- 2008，《Ultimate Collection》
- 2008，《Playlist: The Very Best of Rick Astley》

### 混音
- 1990，《Dance Mixes》
- 1999，《12" Collection》